# چارلی گلادوین
چارلی گلادوین (انگلیسی: Charlie Gladwin; ۹ دسامبر ۱۸۸۷ – فوریهٔ ۱۹۵۲) بازیکن فوتبال بود.
از باشگاه‌هایی که در آن بازی کرده‌است می‌توان به باشگاه فوتبال بلکپول اشاره کرد.